# Hoplidosterus
Hoplidosterus is een kevergeslacht uit de familie van de boktorren (Cerambycidae). De wetenschappelijke naam van het geslacht werd voor het eerst geldig gepubliceerd in 1962 door Gilmour.

## Soorten
Hoplidosterus omvat de volgende soorten:
- Hoplidosterus confectus (Lameere, 1906)
- Hoplidosterus laevicollis (Pascoe, 1867)